# Jens Jaschob
Jens Jaschob (* 19. Januar 1968) ist ein ehemaliger deutscher Fußballspieler, der als Torwart eingesetzt wurde.

## Karriere

### Vereine
Jaschob begann bei der BSG Stahl Brandenburg mit dem Fußballspielen und wechselte 1981 nach Frankfurt an der Oder in die Nachwuchsabteilung des FC Vorwärts Frankfurt.
Zu seinem Debüt im Herrenfußball kam Jaschob in der DDR-Liga-Saison 1987/88, in der er am 9. August 1987 bei der 0:3-Heimniederlage der Zweitvertretung von Vorwärts Frankfurt gegen Aktivist Schwarze Pumpe eingesetzt wurde. Bis Saisonende lief er noch weitere sieben Mal für Vorwärts II auf. In der ersten Mannschaft debütierte er am 2. Spieltag der DDR-Liga-Saison 1988/89, als er bei der 2:3-Auswärtsniederlage gegen Aktivist Brieske-Senftenberg das Tor von Vorwärts Frankfurt hütete. Die meiste Zeit blieb er Reservist hinter Stammtorwart Burghard Deleroi, kam allerdings bis Saisonende auf 14 Einsätze im Frankfurter Tor und schloss mit Vorwärts auf Tabellenplatz 3 ab. Im Folgejahr konnte sich Jaschob als Stammtorwart etablieren und stand in 30 von 34 Spielen zwischen den Pfosten, womit er entscheidenden Anteil am Aufstieg in die NOFV-Oberliga hatte. In dieser erhielt zumeist Frank Schulze den Vorzug, sodass Jaschob nur in den letzten sechs Oberliga-Spielen in der Saison 1990/91 zum Einsatz kam. Der inzwischen in FC Victoria '91 Frankfurt umbenannte Verein beendete die letzte Saison der eigenständigen und erstklassigen Oberliga auf dem letzten Tabellenplatz und stieg damit in die nunmehr drittklassige Amateur-Oberliga ab.
Zur Saison 1991/92 schloss sich Jaschob für zwei Jahre dem Ligakonkurrenten FSV PCK Schwedt an und wurde dessen Stammtorwart. In der Saison 1992/93 musste er für zwei Spiele pausieren, da er im Auswärtsspiel bei der zweiten Mannschaft von Hansa Rostock für eine grobe Beleidigung des Linienrichters in der 80. Minute mit der roten Karte vom Platz gestellt wurde. In beiden Jahren schloss er mit den Schwedtern im gesicherten Mittelfeld der Tabelle ab.
Anschließend wechselte er in die Oberliga Nord zu Kickers Emden. Mit den Ostfriesen wurde er 1993/94 Meister der Oberliga Nord und stand in allen 30 Spielen auf dem Feld. In der anschließenden Aufstiegsrunde zur 2. Bundesliga scheiterten die Emder und waren daher durch die Liga-Platzierung für die neugeschaffene Regionalliga Nord qualifiziert. In den nächsten zwei Jahren spielte Jaschob mit den Emdern in der Spitzengruppe der Liga und 1996 konnte der Gewinn des Niedersachsenpokals gefeiert werden. Hierdurch gelang die Qualifikation zum DFB-Pokal der Saison 1996/97, in dem man in der 1. Runde mit 1:3 gegen Fortuna Düsseldorf unterlag. Nach einem 9. Platz in der Regionalliga-Saison 1996/97 verließ Jaschob den Verein vorerst.
Für die Spielzeit 1997/98 schloss er sich Werder Bremen an und gehörte zum offiziellen Bundesliga-Kader. Hinter Oliver Reck und Frank Rost kam Jaschob jedoch nicht zum Zug und wurde in der zweiten Mannschaft um Trainer Thomas Schaaf in der Regionalliga Nord eingesetzt, mit der er den 4. Platz erreichte. Außerdem konnte er mit den Werder-Amateuren den Bremer Pokal gewinnen.
Nach der Saison schloss er sich dem VfB Leipzig in der Regionalliga Nordost an und wurde von Hans-Ulrich Thomale und Dragoslav Stepanović trainiert. Hinter dem Chemnitzer FC wurde er mit den Messestädtern Tabellenzweiter, konnte sich jedoch nicht gegen Gunnar Grundmann durchsetzen. Zur Saison 1999/2000 wechselte er zum Ligakonkurrenten EFC Stahl. Mit den Eisenhüttenstädtern beendete er die Spielzeit auf dem 12. Platz, sodass der Verein infolge der Ligenreform in die nunmehr viertklassige Oberliga Nordost abstieg.
Jaschob ging daraufhin abermals in den Nordwesten und schloss sich dem Oberligisten Concordia Ihrhove an. In den ersten zwei Spielzeiten schloss die Mannschaft jeweils im gesicherten Tabellenmittelfeld ab, geriet in der Saison 2002/03 jedoch in den Abstiegskampf und konnte die Klasse halten. Nach einem Wechsel zum VfB Oldenburg, mit dem er 2003/04 aus der Oberliga Nord abstieg, ging er erneut zu Kickers Emden. Im vorerst letzten Jahr wurde er 2004/05 mit den Emdern zum zweiten Mal Oberliga-Meister. Unter Trainer Marc Fascher kam er in 33 von 34 Spielen zum Einsatz. Anschließend trainierte Jaschob bei den Senioren von Kickers Emden. Eine allerletzte Halbserie spiele er schließlich bei Germania Leer, wo er im Alter von 38 Jahren die Rückrunde der Saison 2006/07 in der sechstklassigen Bezirksoberliga Weser-Ems bestritt und in die Niedersachsenliga aufstieg.

### Nationalmannschaft
Zeitweise gehörte Jens Jaschob, so zum Beispiel im November 1988, zum Kaderkreis der DDR-U-21-Nationalelf, kam aber dort hinter Stammtorwart Oskar Kosche (BFC Dynamo) nicht zum Einsatz. Zu Länderspiellorbeeren für den DFV war der Vorwärts-Torhüter schon im Jugend- und Juniorenalter gekommen. Für die U-16-Nationalmannschaft der DDR stand er im September 1984 einmal zwischen den Pfosten. Im Frühjahr 1987 hütete er in zwei Spielen das Tor der DDR-U-18. Auch in der U-17 der DDR wurde er mindestens einmal eingesetzt.

### Erfolge
- FDJ-Pokal der Jugend: 1985 mit Vorwärts Frankfurt
- Meister DDR-Liga (Staffel A): 1990 mit Vorwärts Frankfurt
- Meister Oberliga Nord: 1994, 2005 mit Kickers Emden
- Niedersachsenpokal-Sieger: 1996 mit Kickers Emden
- Bremer Pokalsieger: 1998 mit Werder Bremen II
- Meister Bezirksoberliga Weser-Ems: 2007 mit Germania Leer

## Trainerlaufbahn
Unter Uwe Groothuis und Johann Lünemann war er von 2009 bis 2012 Co- und Torwarttrainer von Kickers Emden und zeitweise auch sportlicher Leiter.